# Saint-Cyr-le-Gravelais
Saint-Cyr-le-Gravelais ist eine französische Gemeinde mit 559 Einwohnern (Stand: 1. Januar 2022) im Département Mayenne in der Region Pays de la Loire. Sie gehört zum Arrondissement Laval und zum Kanton Loiron-Ruillé. Die Einwohner werden Saint-Cyriens und Saint-Cyriennes genannt.

## Geographie
Saint-Cyr-le-Gravelais liegt etwa 20 Kilometer westsüdwestlich von Laval an der Grenze zum Département Ille-et-Vilaine. Umgeben wird Saint-Cyr-le-Gravelais von den Nachbargemeinden La Gravelle im Norden, Loiron-Ruillé im Osten und Nordosten, Montjean im Südosten, Beaulieu-sur-Oudon im Süden sowie Le Pertre im Westen.

## Bevölkerungsentwicklung
| Jahr                       | 1962 | 1968 | 1975 | 1982 | 1990 | 1999 | 2006 | 2019 |
| Einwohner                  | 498  | 462  | 428  | 408  | 472  | 474  | 528  | 559  |
| Quellen: Cassini und INSEE |      |      |      |      |      |      |      |      |

## Sehenswürdigkeiten

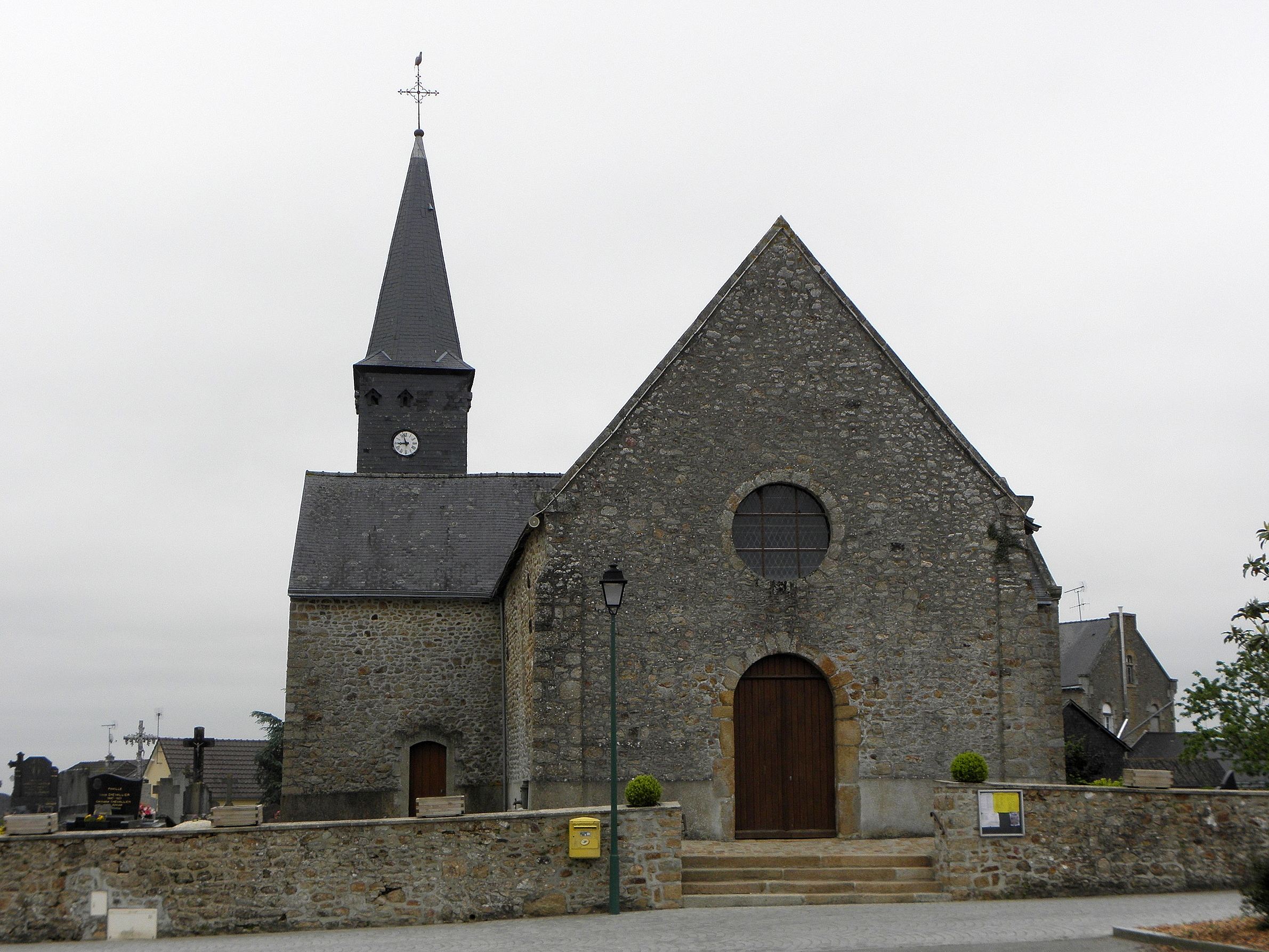
Kirche Saint-Cyr-Sainte-Julitte

- Kirche Saint-Cyr-Sainte-Julitte